# Del Court van Krimpen Villa

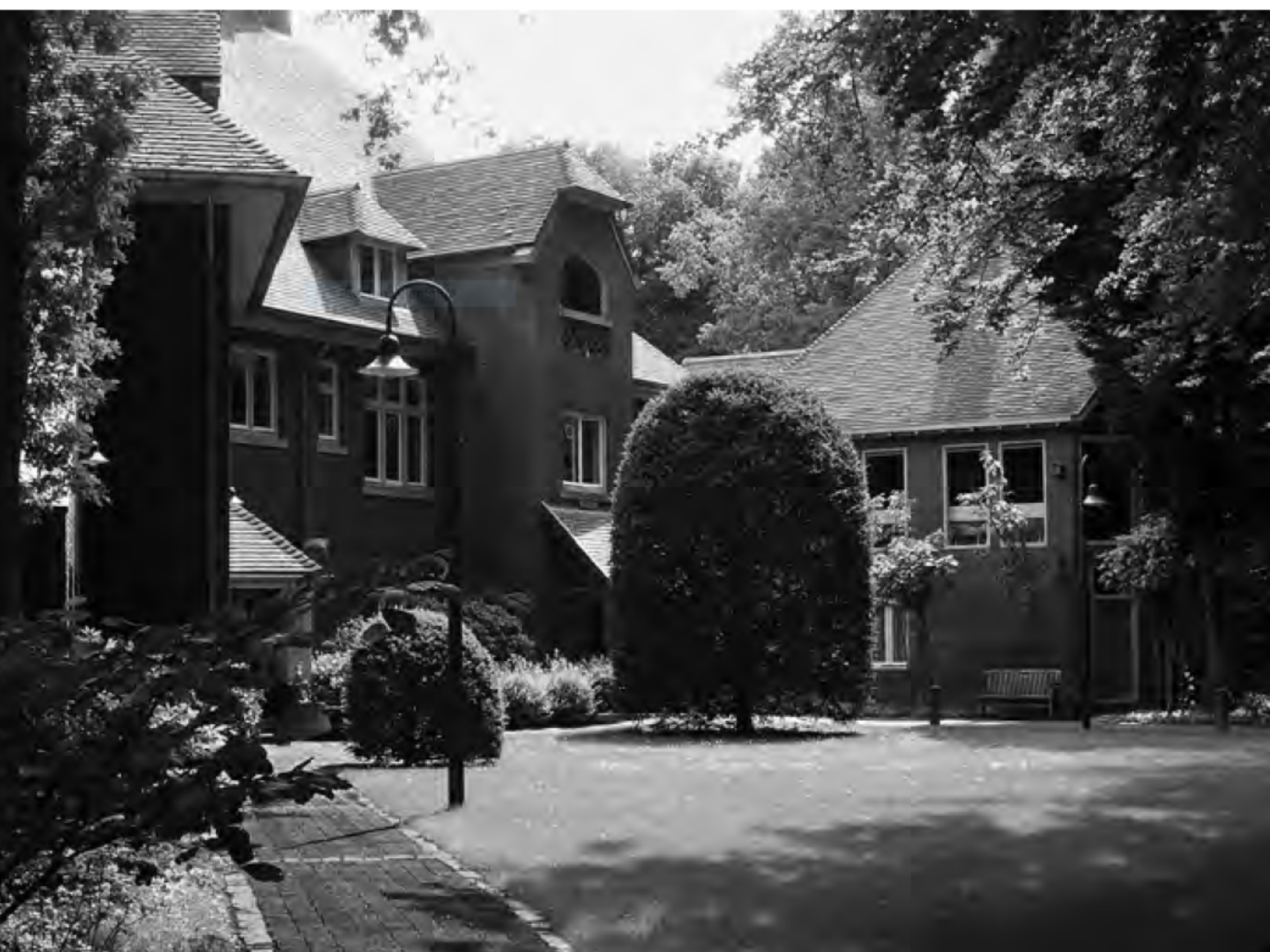
Villa Del Court van Krimpen

De Del Court van Krimpen Villa en De Witte Hoogt waren de eerste villa's met de allure en omvang van buitenplaatsen in Rijksdorp in de gemeente Wassenaar.
De villa in de Meijboomlaan werd in de twintiger jaren van de vorige eeuw gebouwd in opdracht van mr. Gerard (Gerry) del Court van Krimpen en jkvr. Marie Adele van Loon onder architectuur van Samuel de Clercq.   

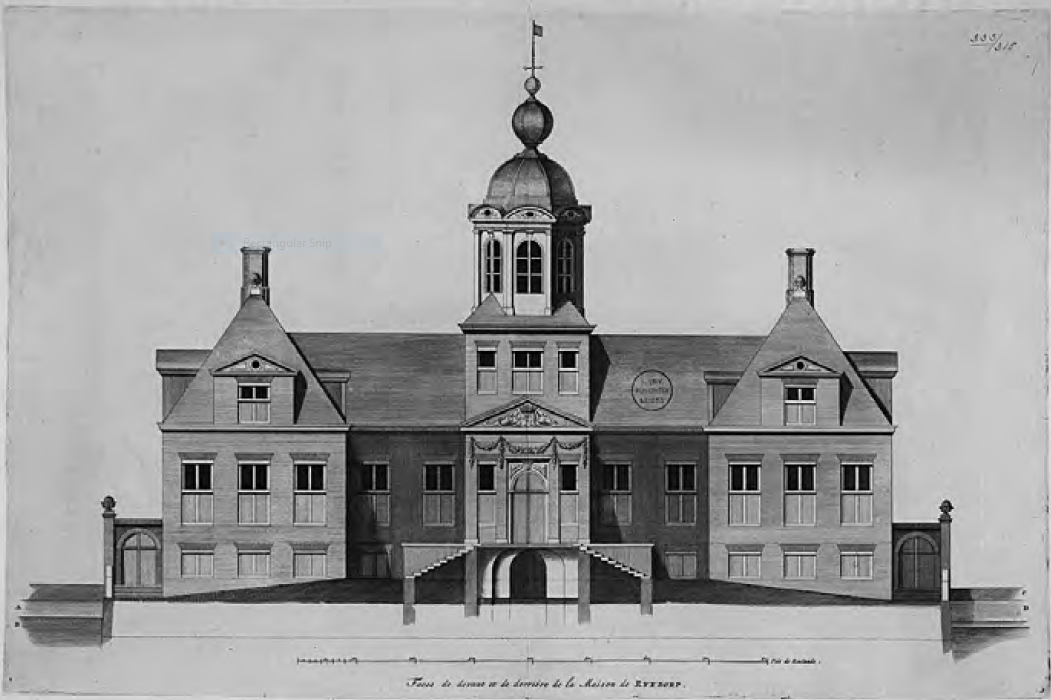
La maison de Rijxdorp

De Haagse architect Samuel de Clercq, een Delftenaar, werd zeer beïnvloed door H.P. Berlage en de Amsterdamse School, en ontwikkelde de Nieuwe Haagsche School. Een kenmerkend gebouw van De Clercq was het Wassenaarse WAVO-park voor de heer en mevrouw van Ommeren. Karakteristiek voor deze villa voor Del Court waren de hoge schoorstenen, waarvan sommigen puur decoratief, zoals gezien bij Engelse landhuizen. In een apart gebouw kwam de dubbele garage met een verdieping voor de beheerder. Het gebouw staat nu bekend als het Uilennest.

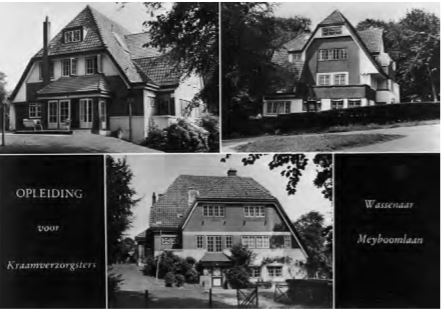
Ooievaarsnest

In 1928 werd een villa aan de overzijde gebouwd waar in 1951 een opleiding voor kraamverzorgsters werd gevestigd, het huidige Ooievaarsnest.
Zowel de Del Court van Krimpen Villa als De Witte Hoogt werden in de Tweede Wereldoorlog geconfisqueerd door de Duitsers. Er werden bunkercomplexen in Rijksdorp gebouwd om een dreigende geallieerde aanval te kunnen weerstaan. Na de oorlog en de dood van Del Court verhuurde zijn weduwe het huis aan een katholieke organisatie voor jongens uit Suriname en Nederlands-Indië. In 1952 werd het huis een pension voor gerepatrieerde Indiëgangers. In 1955 werd het huis verkocht aan de politieacademie.

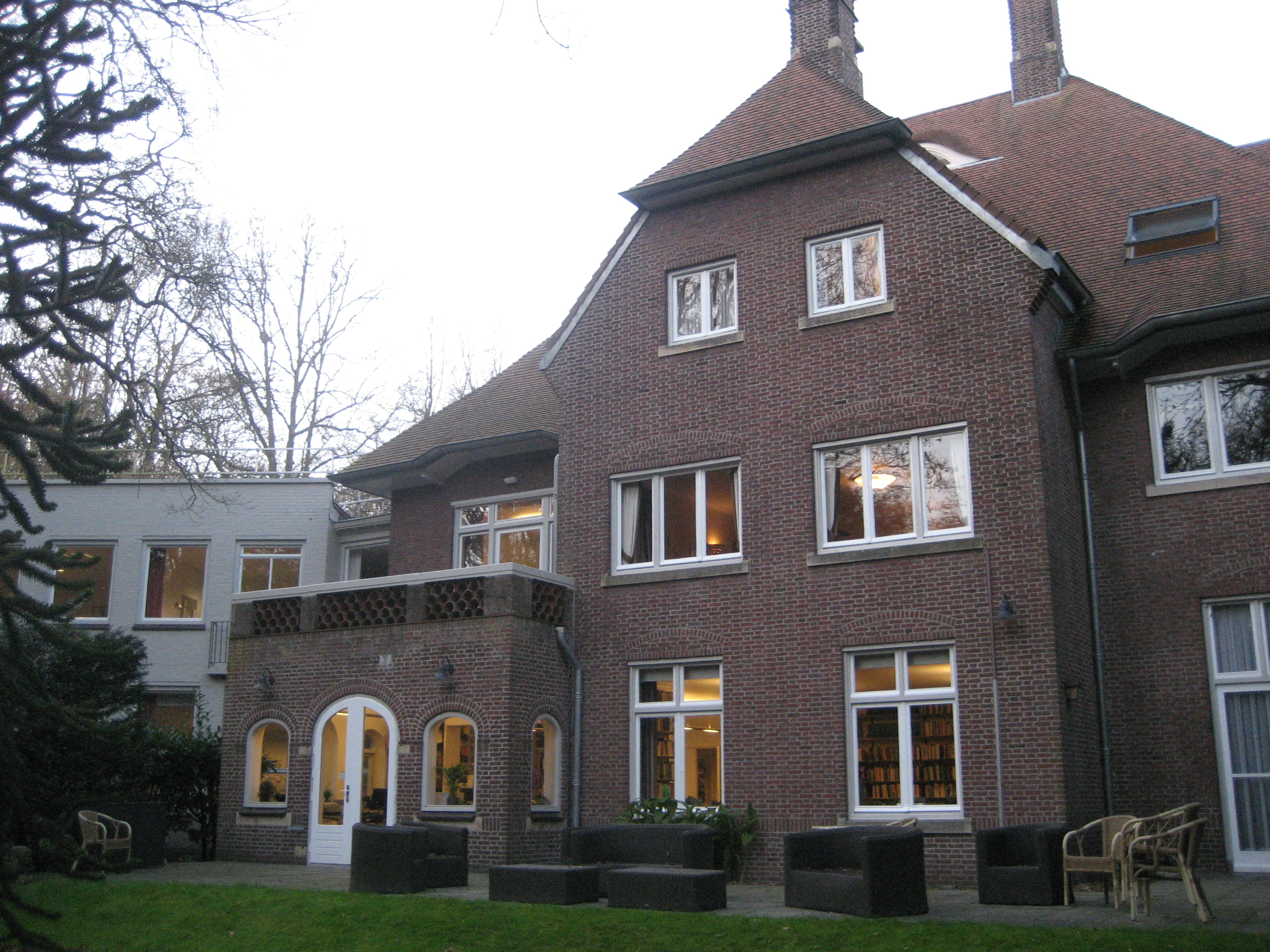
Villa in 2013

In 1971 kwamen de eerste Fellows van het Netherlands Institute for Advanced Study in the Humanities and Social Sciences (NIAS) dat de gebouwen kocht. In 2016 verhuisde het NIAS naar Amsterdam. De Koninklijke Nederlandse Akademie van Wetenschappen verkocht de gebouwen in 2017 aan een projectontwikkelaar die de Del Court van Krimpen Villa wil afbreken en vervangen door flatgebouwen, waartegen vanuit de buurt heftige tegenstand is ontstaan. Ook het Cuypergenootschap en de Erfgoedvereniging Heemschut zetten zich in voor het behoud van de villa.

## Wetenswaardigheden
Prinses Juliana was zeer bevriend met hun dochter Martine del Court van Krimpen (1916-2010) en vertoefde regelmatig in het familiehuis. Del Court ging tijdens de Tweede Wereldoorlog mee met prinses Juliana naar Canada.

## Bron
- Jos Hooghuis: From Rijksdorp Estate to NIAS residence. A bit of NIAS history Wassenaar, NIAS, 2016. ISBN 9789071093791.